# 牧瀬菊枝
牧瀬 菊枝（まきせ きくえ、1911年9月3日 - 1997年）は、昭和期に活動した女性史研究者、生活記録運動家。旧姓島崎。

## 概要
1911年（明治44年）に生まれる。1932年（昭和7年）、実践女子専門学校（現在の実践女子大学）を卒業。同年岩波書店に入社し、1940年（昭和15年）まで勤務する。1937年（昭和12年）に牧瀬恒二と結婚。戦後に、生活記録運動や思想の科学研究会の活動に参加し、聞き書きの手法で庶民生活の歴史を発掘した。

## 経歴
1911年（明治44年）9月3日、静岡県富士市の禅寺に生まれる。実践女子専門学校国文科に進むが、良妻賢母の養成を旨とする校風にはなじめなかったという。1932年（昭和7年）に実践女子専門学校を卒業後、岩波書店に就職し編集者となった。編集者として関わったものとしては、『講座世界文学』、羽仁五郎『ミケルアンジェロ』、尾崎秀実『現代支那論』などがある。編集者としての仕事のかたわらで、プロリタリア・エスペラントやロシア語を学んだり、文学サークルに参加したりし、1933年（昭和8年）10月には処女短編を発表した。
1936年（昭和11年）、東京外国語学校で開かれたロシア語講座で牧瀬恒二と出会う。恒二は東京帝国大学在学中に当時非合法であった日本共産党へ入党し、非合法活動によって1934年（昭和9年）に検挙され、菊枝と出会った時には保釈中であった。菊枝と恒二は1937年（昭和12年）に結婚するが、それは恒二が下獄する直前のことであった。1939年（昭和14年）に出獄するまで、約2年の別居生活をおくることになる。恒二の出獄後に菊枝は妊娠し、岩波書店を退職、1940年（昭和15年）12月に長男が誕生する。しかし、恒二は1941年（昭和16年）1月～1943年（昭和18年）12月にも予防拘禁で拘束され、その間、菊枝は幼い長男と恒二の母とともに生活した。恒二の拘束が解かれた後に埼玉県に疎開し、その地で敗戦を迎えた。
戦後になって菊枝は、鶴見和子の呼びかけで生まれた生活をつづる会に参加する。1950年代に展開した主婦たちによる生活記録運動で、菊枝は中心的な役割を担い、主要な活動の場となった『思想の科学』にも多くの記事を発表した。また、1960年代以降には先駆的な女性史の聞き書きを行う。特に、菊枝と同年代の1930年代に運動した女性たちからの聞き書きに取り組んだ。これには、鶴見俊輔からの後押しがあったといい、山代巴との出会いを経て、『丹野セツ : 革命運動に生きる』、『田中ウタ : ある無名戦士の墓標』などの著作に結実した。

## 著作
- 『美しき実りのために : 一主婦党員の記録』牧瀬菊枝 著. 学生書房, 1949 （全国書誌番号:49004821、doi:10.11501/1705038）
- 『ひき裂かれて : 母の戦争体験』鶴見和子, 牧瀬菊枝 編. 筑摩書房, 1959 （全国書誌番号:59007570、doi:10.11501/1669465）
- 『丹野セツ : 革命運動に生きる』丹野セツ 述, 山代巴, 牧瀬菊枝 編. 勁草書房, 1969 （全国書誌番号:73000700）
- 『土着するかあちゃんたち : 聞き書三里塚』牧瀬菊枝 著. 太平出版社, 1973 （全国書誌番号:70019804）
- 『九津見房子の暦 : 明治社会主義からゾルゲ事件へ』九津見房子 [述], 牧瀬菊枝 編. 思想の科学社, 1975 （全国書誌番号:73008933）
- 『田中ウタ : ある無名戦士の墓標』牧瀬菊枝 編. 未来社, 1975 （全国書誌番号:73013316）
- 『聞書ひたむきの女たち : 無産運動のかげに (朝日選書 ; 59)』牧瀬菊枝 著. 朝日新聞社, 1976 （全国書誌番号:71005578）
- 『母たちの戦争体験 : ひき裂かれて』鶴見和子, 牧瀬菊枝 編著. 麦秋社, 1979.8 （全国書誌番号:86039028）
- 『一九三〇年代を生きる』牧瀬菊枝 著. 思想の科学社, 1983.11 （全国書誌番号:84020268）